# Dezisionismus
Dezisionismus ist eine politische und juristische Theorie, die die Entscheidung und den Entscheider in den Mittelpunkt der Überlegungen stellt. Sie hält weniger den Inhalt und die Begründung einer Entscheidung für wichtig als die Entscheidung an sich. Ihr zufolge kann es keine allgemein verbindlichen Begründungen für Werte oder moralische Positionen geben. Daher sei die Entscheidung von Menschen für diese oder jene Handlung letztlich willkürlich und nicht mit den Mitteln logischer Analyse oder anhand ethischer Kriterien zu rechtfertigen.
Der Terminus „Dezisionismus“ ist von „Dezision“ (lat. decisio für Entscheidung) abgeleitet. Der Begriff wurde insbesondere von Carl Schmitt in die staats- und verfassungstheoretische Diskussion eingebracht.

## Geschichte
Dem Dezisionismus liegt die im Kern schon im mittelalterlichen Universalienstreit formulierte Meinung zugrunde, dass ethische und moralische Postulate nicht auf „platonischen“ ewigen Wesenheiten beruhen, die wir zu erkennen und anzuerkennen haben, sondern geistige Vorstellungen sind, für oder gegen die entschieden werden kann und muss: „Das Gute ist das Gute, weil Gott es in seiner Allmacht so wollte. Er hätte auch anders entscheiden können, sonst wäre er nicht allmächtig,“ schrieb sinngemäß Wilhelm von Ockham.
Daran anknüpfend betonte Thomas Hobbes, dass die gesellschaftliche Geltung jeder Norm auf der Entscheidungsmacht beruht. Diese wies er dem Staat zu in der Erwartung, durch staatliche Entscheidung die Gefahr religiöser Bürgerkriege zu bannen: ‚Auctoritas, non veritas facit legem‘ (‚Autorität bestimmt das Gesetz, nicht Wahrheit‘) entzog jedem die Legitimation, der für „seine Wahrheit“ andere zu todeswürdigen Ketzern oder Verbrechern erklärte.
Der wertfreie, rein wissenschaftliche „deskriptive Dezisionismus“ Panajotis Kondylis’ besagt, dass im zwischenmenschlichen Leben ausnahmslos alle ethischen, moralphilosophischen und rechtstheoretischen Forderungen auf der Entscheidung konkreter Menschen für oder gegen ihre Geltung beruhen. Es gibt keine höheren Mächte oder Instanzen, die uns die Last der Entscheidung wie auch die Freiheit zur Entscheidung abnehmen.

## Wirkung und Rezeption
Die dezisionistische Grundthese wurde geistesgeschichtlich in sehr unterschiedlich ambitionierten Ideologien als Baustein verwendet. Das war möglich, weil sie eo ipso (aus sich heraus) wertfrei ist und selbst in antagonistische Weltbilder integriert werden kann. Dabei treten immer dann Selbstwidersprüche auf, wenn eine solche Ideologie formal dezisionistisch ansetzt, aber inhaltlich normative Komponenten enthält. Eine existentialistische oder voluntaristische Theorie beispielsweise, die besagt: „Alle Normen gelten erst qua Entscheidung für sie, also sollen wir entscheiden“, enthält einen Widerspruch in sich, weil die dezisionistische These (Alles ist Entscheidungssache) mit der normativen Komponente („also sollen wir entscheiden“) unvereinbar ist.
Zu den Vielen, die dezisionistische Grundannahmen in ihren Theorien anwandten, gehört Carl Schmitt. Seine Anschauungen beruhen auf einem primär katholischen Weltbild, dessen Glaubensinhalte Schmitt als Wahrheiten voraussetzt und keiner dezisionistischen Entscheidung aussetzt. Darum war Schmitt in keiner seiner Schaffensphasen konsequenter Dezisionist, sondern nutzte dezisionistische Argumente zeitweise zur Stützung jeweiliger inhaltlicher Positionen. Besonders im Rahmen seiner christlichen Glaubenspostulate benutzte er dezisionistische Argumente und verachtet im Anschluss an Juan Donoso Cortés die kompromissbereite „diskutierende Klasse“ mit ihrem Liberalismus und Parlamentarismus, weil es aus Glaubenssicht widersinnig ist, über feststehende Wahrheiten zu diskutieren oder sie einem Kompromiss auszusetzen.
Im Übrigen erscheint der Dezisionismus in verschiedenen Kontexten: dem rechtstheoretischen, dem moralphilosophischen und dem sozialwissenschaftlichen Kontext.

### Im juristischen Diskurs
In der juristischen Diskussion besagt der Dezisionismus, dass Rechtsnormen niemals kraft menschlicher Setzung entzogenen „übergesetzlichen“ Normen gelten, sondern erst durch einen Rechtsetzungsakt eines konkreten, menschlichen Gesetzgebers in Geltung gesetzt werden, also letztlich durch willkürliche, freie Entscheidung. Der Dezisionismus sieht sich daher dem Vorwurf ausgesetzt, letztendlich subjektiv und willkürlich zu sein. Es ist aber keineswegs Inhalt der dezisionistischen Theorie, dass Gesetze willkürlich gesetzt werden sollten, sondern nur die Feststellung, dass es faktisch so ist.
Kritikern zufolge verkürze der juristische Dezisionismus den Begriff des Rechts auf einzelne Regeln. Vielmehr müsse man das Recht als Einheit aus Regeln und zugrunde liegenden Rechtsprinzipien begreifen. Der Rechtsanwender müsse nur anhand der Regeln und Prinzipien eine Entscheidung finden, die sich mit den Mitteln einer juristischen Argumentation begründen lasse. Dem entgegnet der Dezisionismus, dass es keine „zugrunde liegenden Rechtsprinzipien“ gibt außer eben solchen, die zuvor als Rechtsprinzipien qua Willensaktes aufgestellt worden sind.

### In der Moralphilosophie
In der moralphilosophischen Diskussion besagt der Dezisionismus, dass jeder Versuch der Moralbegründung in letzter Hinsicht auf ihrerseits nicht weiter begründbare Entscheidungen rekurrieren müsse. Er trifft sich damit mit der von dem Schmitt-Schüler Ernst-Wolfgang Böckenförde aufgestellten These, wonach der moderne Rechtsstaat auf Voraussetzungen beruhe, die er selbst nicht zu garantieren vermag (das sogenannte Böckenförde-Diktum).

### In den Sozial- und Politikwissenschaften
In der soziologischen und politologischen Diskussion (insbesondere Habermas) ist der Dezisionismus weniger an Carl Schmitt orientiert. Er bezeichnet hier eine Rollentrennung zwischen Experten und Entscheidern. Wissenschaftler sollten die Entscheidung über Ziele und Mittel des Handelns der Politik überlassen und sich selbst darauf beschränken, Wissen zur Zielerreichung zur Verfügung zu stellen.
Im hermeneutischen Dezisionismus Bonnie Honigs liegt der Fokus auf interpretierender Rechtsanwendung statt Rechtssetzung. Sie benutzt dafür das Beispiel von Louis F. Post als Assistant Secretary im Arbeitsministerium der Vereinigten Staaten als Beispiel für gelungene Subversion durch rechtshermeneutische Dezision.

### Primärliteratur
- Carl Schmitt: Gesetz und Urteil, 2. unveränd. Aufl., München 1969.
- Carl Schmitt: Politische Theologie: Vier Kapitel zur Lehre von der Souveränität. Duncker & Humblot, München/Leipzig 1922.
- Carl Schmitt: Über die drei Arten des rechtswissenschaftlichen Denkens. Hanseatische Verlags Anstalt, Hamburg 1934.
- Jürgen Habermas: Verwissenschaftlichte Politik und öffentliche Meinung (1963), In: Jürgen Habermas: Technik und Wissenschaft als 'Ideologie'. Suhrkamp, Frankfurt am Main 1968, S. 120 ff.

### Sekundärliteratur
- André Brodocz: Die politische Theorie des Dezisionismus: Carl Schmitt. In: André Brodocz, Gary S. Schaal (Hrsg.): Politische Theorie der Gegenwart I. Eine Einführung. Opladen 2002, S. 281–315.
- Eckard Bolsinger: Was ist Dezisionismus? Rekonstruktion eines autonomen Typs politischer Theorie. In: Politische Vierteljahresschrift 39 (1998), S. 471–502. (Ein Vergleich Carl Schmitt, Hermann Lübbe und Panajotis Kondylis)
- Panajotis Kondylis: Macht und Entscheidung. Die Herausbildung der Weltbilder und die Wertfrage. (1984), Ernst Klett Verlag / J.G. Cotta’sche Buchhandlung, Stuttgart 1984.
- Christian Graf von Krockow: Die Entscheidung. Eine Untersuchung über Ernst Jünger, Carl Schmitt, Martin Heidegger. Stuttgart 1958 (zugl. Diss.).
- Klaus Kunze: Mut zur Freiheit, Rechtsphilosophie auf dem schmalen Grat zwischen Fundamentalismus und Nihilismus. Uslar 1995, ISBN 3-933334-02-0.
- Katja Langenbucher: Das Dezisionsargument in der deutschen und in der US-amerikanischen Rechtstheorie. In: Archiv für Rechts- und Sozialphilosophie. Band 88 (Jahrgang 2002), S. 398 ff.
- Hermann Lübbe: Dezisionismus – eine kompromittierte politische Theorie. In: Schweizer Monatshefte (55), 1976, S. 949–960.
- Romano Minwegen: Gleichheit im Lichte der Rechtslogik – Eine Synthese zwischen Kognitivismus und Dezisionismus? In: Rechtstheorie. Zeitschrift für Logik und Juristische Methodenlehre, Rechtsinformatik, Kommunikationsforschung, Normen- und Handlungstheorie, Soziologie und Philosophie des Rechts. 36. Bd. (2005), S. 529–546.